# Beaumont Jarrett
Beaumont Griffith Jarrett (Londra, 18 luglio 1855 – 11 aprile 1905) è stato un calciatore inglese di ruolo difensore.

## Carriera

### Nazionale
Collezionò 3 presenze con la Nazionale inglese.